# Luigi Bertoni
Luigi Bertoni (1872–1947) fue un periodista y tipógrafo anarquista italiano.

## Biografía
Bertoni nació en Milán en 1872. Pasó en la ciudad de Como su juventud . Su familia era republicana y fuertemente anticlerical, de alto nivel cultural. Se inicia a los 18 años participó en la revolución liberal de 1890 en Ticino. Se refugió en Suiza donde trabajó como tipógrafo. Tuvo allí sus primeros contacto con el movimiento obrero, adoptando la ideología anarquista. Colabora con Paolo Schucci en la publicación Pensiero e dinamite. En julio de 1900 fundó el periódico anarquista bilingüe Il Risveglio/Le Réveil Geneva, del que fue su editor hasta su muerte. También contribuyó regularmente con Voix du Peuple.

Bertoni creía en la propaganda cotidiana, simple y abierta a toda la conciencia, en la organización militante, en la acción política concretada en la realidad del mundo obrero, y consiguió crear un grupo estable alrededor suyo, compuesto mayormente por obreros emigrantes. Como tipógrafo fue secretario no retribuido de la Unión Obrera, pero desconfiaba del sindicalismo.
Pepe Gutiérrez

En 1901 fue acusado de la apología del regicidio por reivindicar el atentado de Gaetano Bresci, por los que escribió el texto Los anarquistas y el regicidio de Monza, muy difundido en ese entonces. Autodefensa de Luigi BertoniDurante el Congreso Anarquista de Ámsterdam de 1907 apoyó la posición de Errico Malatesta contra Monatte. Bertoni fue una figura clave en el desarrollo del sindicalismo suizo, por lo que fue arrestado en numerosas oportunidades por las autoridades de ese país debido a sus actividades propagandísticas. En 1914 dio conferencias en Italia en contra de la Primera Guerra Mundial. En 1918 fue encarcelado durante 13 meses por involucrárselo en atentados explosivos ocurridos en Italia, aunque finalmente fue absuelto de estos cargos. En 1920 Malatesta le ofreció la dirección del periódico Umanitá Nova, pero no aceptó.
Durante la Revolución Española Luigi Bertoni luchó en el frente de Huesca y fue junto con Emma Goldman uno de los tantos anarquistas que manifestaron sus críticas a la participación de los anarcosindicalistas en el gobierno republicano durante la guerra civil española. Murió en Ginebra en 1947. Tradujo al italiano y al francés obras de Piotr Kropotkin, Max Nettlau y Malatesta.

## Obras
- Los anarquistas y el regicidio de Monza. Autodefensa de Luigi Bertoni. (1901)
- Abajo el ejército (1905)
- Cesarismo y fascismo (1928)
- Un régimen condenado (1929)